# بروترود-تروزتال
بروترود-تروزتال (به آلمانی: Brotterode-Trusetal) یک شهر در آلمان است که در اشمالکالدن-ماینینگن واقع شده‌است. بروترود-تروزتال ۶٬۶۶۴ نفر جمعیت دارد.